# Shane Victorino
Shane Patrick Victorino (ur. 30 listopada 1980) – amerykański baseballista, który występował na pozycji zapolowego.

## Los Angeles Dodgers

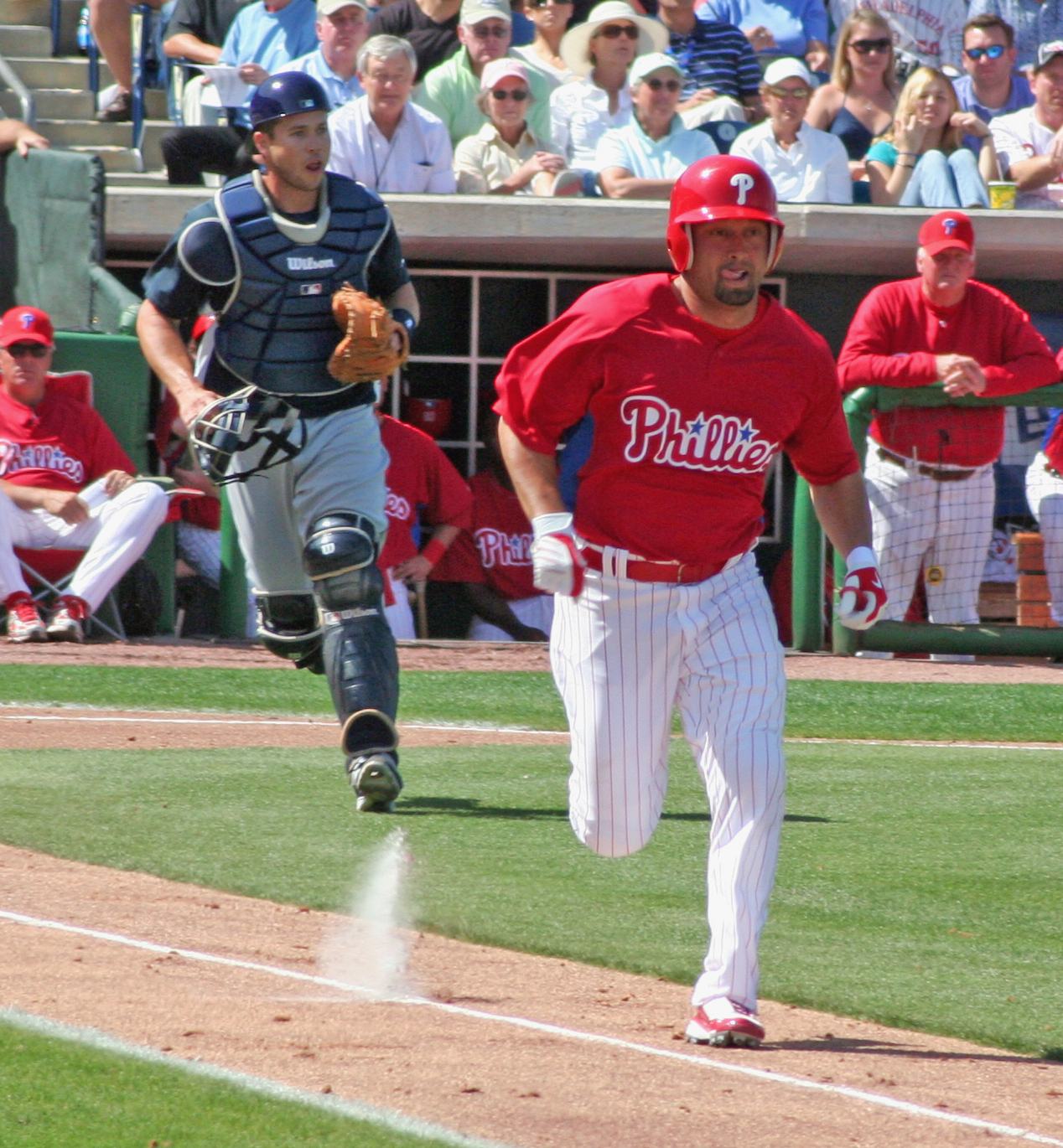
Shane Victorino jako zawodnik Philadelphia Phillies

W czerwcu 1999 został wybrany w szóstej rundzie draftu z numerem pierwszym przez Los Angeles Dodgers, jednak występował jedynie w klubach farmerskich tego zespołu, między innymi w Las Vegas 51s, reprezentującym poziom Triple-A.

## San Diego Padres
W grudniu 2002 roku przeszedł na zasadzie Rule 5 draft (draft, do którego przystępują zawodnicy niemieszczący się w 40-osobowej kadrze zespołu) do San Diego Padres, w którym zadebiutował 2 kwietnia 2003 w meczu przeciwko San Francisco Giants jako pinch runner. Po rozegraniu 36 meczów w MLB powrócił do organizacji Los Angeles Dodgers.

## Philadelphia Phillies
Po występach w latach 2003–2004 w zespołach farmerskich Dodgers, w grudniu 2004 przeszedł na zasadzie Rule 5 draft do Philadelphia Phillies. W barwach nowego zespołu zadebiutował 3 września 2005 w meczu z Washington Nationals, a 19 dni później w spotkaniu z Atlanta Braves zdobył pierwszego home runa w MLB.
2 października 2008 w drugim meczu National League Division Series, w których przeciwnikiem Phillies był Milwaukee Brewers, zdobył pierwszego w historii klubu grand slama w postseason, po piłce narzuconej przez CC Sabathię. W tym samym roku zagrał we wszystkich meczach World Series, w których Phillies pokonali Tampa Bay Rays 4–1. W 2008 po raz pierwszy zdobył Złotą Rękawicę.
W lipcu 2009 po raz pierwszy został wybrany do Meczu Gwiazd, po otrzymaniu największej liczby głosów w ostatecznym głosowaniu. W tym samym roku zaliczył najwięcej triple'ów w MLB, osiągnięcie powtórzył w sezonie 2011.

## Los Angeles Dodgers
W lipcu 2012 w ramach wymiany zawodników przeszedł do Los Angeles Dodgers, w którym zagrał 53 mecze.

## Boston Red Sox
W grudniu 2012 jako wolny agent podpisał kontrakt z Boston Red Sox. 19 października 2013 w meczu numer sześć American League Championship Series, w których przeciwnikiem Red Sox był Detroit Tigers, wyrównał rekord MLB należący do Jima Thome'a zdobywając drugiego w karierze grand slama w postseason. Grand slam zdobyty przez Victorino w drugiej połowie siódmej zmiany dał prowadzenie Red Sox 5–2 i ostateczne zwycięstwo w serii. W World Series 2013 zagrał w czterech meczach, a Red Sox pokonali St. Louis Cardinals 4–2.

## Los Angeles Angels of Anaheim
27 lipca 2015 został zawodnikiem Los Angeles Angels of Anaheim.

## Chicago Cubs
26 lutego 2016 podpisał niegwarantowany kontrakt z Chicago Cubs, jednak trzy miesiące później umowa została rozwiązana.

## Nagrody i wyróżnienia
| Nagroda/wyróżnienie         | Lata                   | Źródło      |
| 2× All-Star                 | 2009, 2013             | [ 1 ]       |
| 4× Gold Glove Award         | 2008, 2009, 2010, 2013 | [ 1 ]       |
| 2× zwycięzca w World Series | 2008, 2013             | [ 5 ] [ 8 ] |
| Lou Gehrig Memorial Award   | 2008                   | [ 11 ]      |
| Branch Rickey Award         | 2011                   | [ 12 ]      |